# Espicastre

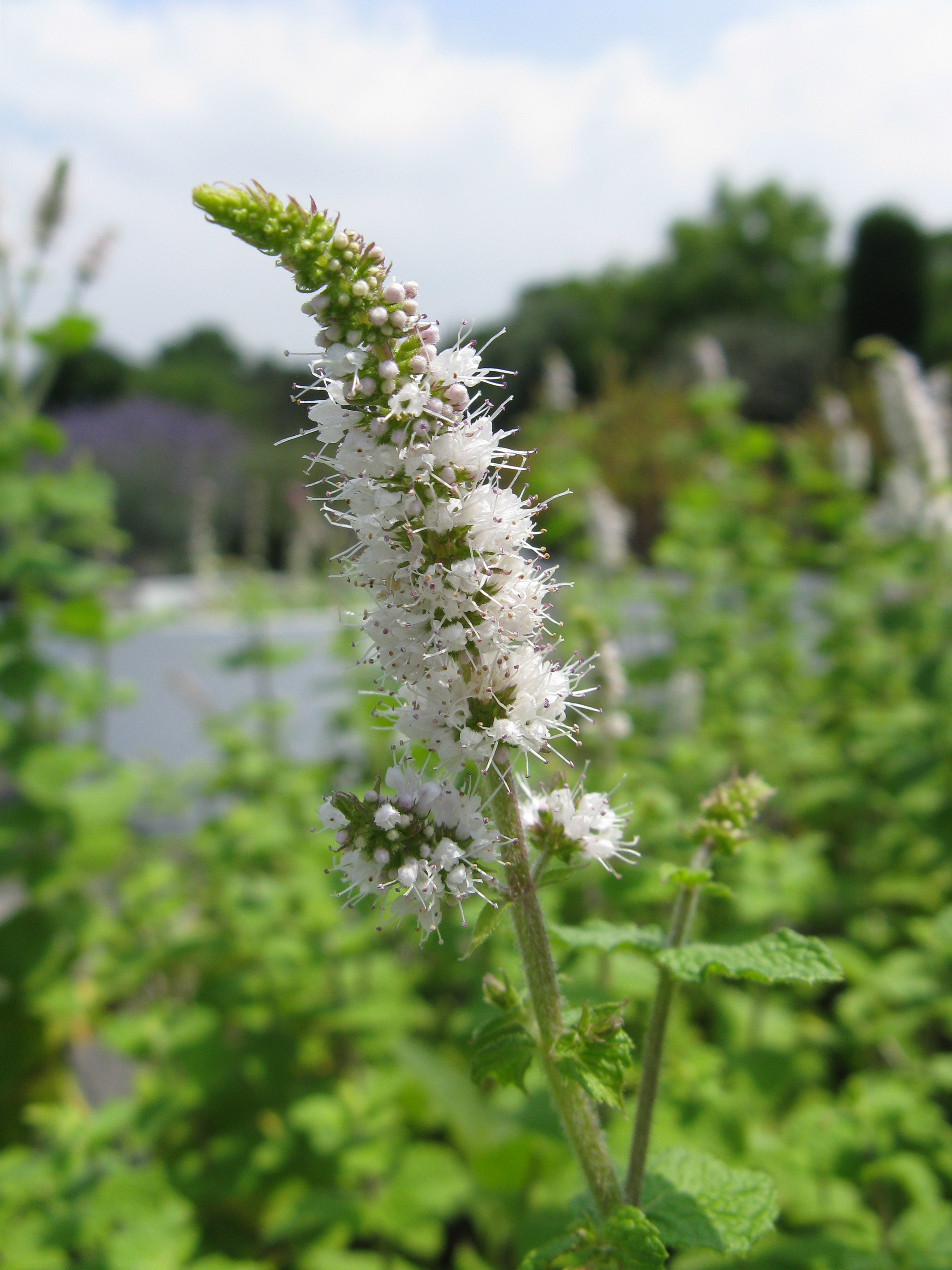
Espicastre de menta borda

L'espicastre és el terme botànic que designa la inflorescència formada per verticil·lastres molt pròxims, per exemple la de la menta borda (Mentha suaveolens).